# Maackiana
Maackiana är ett släkte av tvåvingar. Maackiana ingår i familjen vapenflugor.
Kladogram enligt Catalogue of Life:
| Maackiana | \| \| Maackiana circularis \| \| \| \| \| \| Maackiana laminiformis \| \| \| \| |
|           | \| \| Maackiana circularis \| \| \| \| \| \| Maackiana laminiformis \| \| \| \| |
|           | Maackiana circularis                                                            |
|           |                                                                                 |
|           | Maackiana laminiformis                                                          |
|           |                                                                                 |